# Endoclita
Endoclita es un género de lepidópteros ditrisios de la familia Hepialidae. Es, después de Oxycanus, el segundo género más diverso de la familia, con 60 especies que se encuentran en el este y el sudeste de Asia y de la  India. Como es la regla en los hepiálidos, no muestran ninguna especialización en las plantas nutricias de las que dependen sus orugas.

## Especies
- E. aboe - India
- E. absurdus - China
- E. actinidae - China (Fujian)
- E. aikasama - isla de Java
- E. albofasciatus - India
- E. anhuiensis - China (Anhui)
- E. annae - China
- E. aroura - Sumatra

- Planta huésped: Tectona

- E. auratus - Birmania

- Plantas huésped registradas: Alnus, Cryptomeria, Eucalyptus

- E. aurifer - Java
- E. broma - Java
- E. buettneria - Myanmar

- Planta huésped: Byttneria

- E. chalybeatus - India

- Plantas huésped reg.: Gmelina, Tectona, Theobroma

- E. coomani - Vietnam
- E. crinilimbata - China
- E. chrysoptera - India
- E. damor - India, Himalaya

- Plantas huésped registradas: Albizia, Altingia, Cinchona, Coffea, Erythrina, Eugenia, Glochidion, Manglietia, Nyssa, Schima, Tectona, Tetradium, Theobroma

- E. davidi - China
- E. excrescens - Japón, Rusia (lejano este) - peste del tabaco

- Plantas huésped reg.: Castanea, Nicotiana, Paulownia, Quercus, Raphanus

- E. fijianodus - China (Fujian)
- E. gmelina - Myanmar

- Plantas huésped registradas: Gmelina, Tectona

- E. hoenei - China
- E. hosei - Borneo

- Plantas huésped reg.: Elettaria, Eucalyptus, Theobroma

- E. ijereja - Borneo
- E. inouei - Taiwán
- E. javaensis - Java
- E. jianglingensis - China (Hubei)
- E. jingdongensis - China (Yunnan)
- E. kara - Java
- E. magnus - India
- E. malabaricus - India

- Plantas huésped reg.: Acacia, Ailanthus, Albizia, Bridelia, Cajanus, Callicarpa, Camellia, Cassia, Casuarina, Clerodendrum, Coffea, Cordia, Eucalyptus, Eugenia, Filicium, Gliricidia, Gmelina, Grewia, Gyrocarpus, Herissantia, Lagerstroemia, Lantana, Macaranga, Mallotus, Ocimum, Rosa, Santalum, Sapindus, Solanum, Strobilanthes callosus, Tectona, Trema, Ziziphus

- E. marginenotatus - China
- E. metallica
- E. microscripta - India
- E. minanus - China (Fujian)
- E. mingiganteus -
- E. niger - Java
- E. nodus
- E. paraja - Borneo
- E. punctimargo - Sikkim

- Plantas huésped registradas: Camellia, Cryptomeria

- E. purpurescens - Sri Lanka

- Plantas huésped registradas: Camellia, Cinchona

- E. raapi - Nías
- E. rustica - India
- E. salsettensis - India
- E. salvazi - Laos
- E. sericeus - Java

- Plantas huésped reg.: Albizia, Camellia, Cinchona, Crotalaria, Manihot, Tectona, Theobroma

- E. sibelae - Bacan
- E. signifer - India, China (Hunan)

- Plantas huésped reg.: Clerodendrum, Gmelina, Tectona, Vitis

- E. sinensis - China, Corea, Taiwán

- Plantas huésped reg.: Castanea, Quercus

- E. strobilanthes - India
- E. taranu - Sumatra
- E. topeza - Laos
- E. tosa - Java
- E. undulifer - India

- Plantas huésped reg.: Alnus, Byttneria, Callicarpa, Cryptomeria, Eucalyptus, Gmelina

- E. viridis - India
- E. warawita - Borneo
- E. williamsi - Filipinas
- E. xizangensis - China (Hunan)
- E. yunnanensis - China (Yunnan)